# Tranarossan and Melmore Lough SAC
Tranarossan and Melmore Lough SAC este o arie protejată (arie specială de conservare — SAC, sit de importanță comunitară — SCI) din Irlanda întinsă pe o suprafață de 649,7 ha, integral pe uscat.

## Localizare
Centrul sitului Tranarossan and Melmore Lough SAC este situat la coordonatele 55°13′56″N 7°48′49″W / 55.2322°N 7.8137°V.

## Înființare
Situl Tranarossan and Melmore Lough SAC a fost declarat sit de importanță comunitară în iulie 1999 pentru a proteja 1 specie de plante și 4 specii de animale. Situl a fost protejat și ca arie specială de conservare în noiembrie 2019.

## Biodiversitate
Situată în ecoregiunea atlantică, aria protejată conține 14 habitate naturale: Terase mlăștinoase și terase nisipoase neacoperite de apă la reflux, Vegetație anuală la limita mareei, Vegetație perenă pe țărmurile stâncoase, Faleze cu vegetație de pe coastele atlantice și baltice, Dune mobile cu vegetație embrionară, Dune mobile de-a lungul țărmului cu Ammophila arenaria („dune albe”), Dune de coastă fixe cu vegetație erbacee („dune gri”), Dune fixe decalcificate cu Empetrum nigrum, Dune cu Salix repens ssp. argentea (Salicion arenariae), Depresiuni intradunale umede, Machair (* habitat specific irlandez), Ape puternic oligomezotrofe cu vegetație bentonică cu Chara spp., Pajiști uscate europene, Pajiști alpine și boreale.
La baza desemnării sitului se află mai multe specii protejate:
- plante (1): Petalophyllum ralfsii
- păsări (4): șoim călător (Falco peregrinus), Fulmarus glacialis, cormoran mare (Phalacrocorax carbo), Pyrrhocorax pyrrhocorax

Pe lângă speciile protejate, pe teritoriul sitului au mai fost identificate 3 specii de plante, 2 specii de păsări, 1 specie de amfibieni, 1 specie de mamifere.